# جابولاني شونغوي
جابولاني شونغوي (بالإنجليزية: Jabulani Shongwe) (28 فبراير 1990 في جنوب أفريقيا - ) هو لاعب كرة قدم جنوب أفريقي في مركز الوسط. شارك مع منتخب جنوب أفريقيا لكرة القدم. أما مع النوادي، فقد لعب مع بيدفيست ويتس وماميلودي صن داونز.

## روابط خارجية
- جابولاني شونغوي على موقع قاعدة بيانات كرة القدم.إي يو (الإنجليزية)
- جابولاني شونغوي على موقع Soccerway.com (الإنجليزية)